# Fisher (Arkansas)
Fisher es una ciudad ubicada en el condado de Poinsett en el estado estadounidense de Arkansas. En el Censo de 2010 tenía una población de 223 habitantes y una densidad poblacional de 277,74 personas por km².

## Geografía
Fisher se encuentra ubicada en las coordenadas 35°29′29″N 90°58′21″O / 35.49139, -90.97250. Según la Oficina del Censo de los Estados Unidos, Fisher tiene una superficie total de 0.8 km², de la cual 0.8 km² corresponden a tierra firme y (0%) 0 km² es agua.

## Demografía
Según el censo de 2010, había 223 personas residiendo en Fisher. La densidad de población era de 277,74 hab./km². De los 223 habitantes, Fisher estaba compuesto por el 98.21% blancos, el 0.45% eran afroamericanos, el 0% eran amerindios, el 0% eran asiáticos, el 0% eran isleños del Pacífico, el 1.35% eran de otras razas y el 0% pertenecían a dos o más razas. Del total de la población el 1.35% eran hispanos o latinos de cualquier raza.